# Beekpadden
Beekpadden (Ansonia) zijn een geslacht van kikkers uit de familie padden (Bufonidae). De groep werd voor het eerst wetenschappelijk beschreven door Ferdinand Stoliczka in 1870.
Er zijn 29 soorten, inclusief de pas in 2016 beschreven Ansonia smeagol. Beekpadden komen voor in delen van Azië en leven in zuidelijk India, Borneo, op het schiereiland Malakka, noordelijk Thailand en op de Filipijnen op Mindanao.

## Soorten
Geslacht Ansonia
- Soort Ansonia albomaculata
- Soort Ansonia echinata
- Soort Ansonia endauensis
- Soort Ansonia fuliginea
- Soort Ansonia glandulosa
- Soort Ansonia guibei
- Soort Ansonia hanitschi
- Soort Ansonia inthanon
- Soort Ansonia jeetsukumarani
- Soort Ansonia kraensis
- Soort Ansonia latidisca
- Soort Ansonia latiffi
- Soort Ansonia latirostra
- Soort Ansonia leptopus
- Soort Ansonia longidigita
- Soort Ansonia lumut
- Soort Ansonia malayana
- Soort Ansonia mcgregori
- Soort Ansonia minuta
- Soort Ansonia muelleri
- Soort Ansonia penangensis
- Soort Ansonia platysoma
- Soort Ansonia siamensis
- Soort Ansonia smeagol
- Soort Ansonia spinulifer
- Soort Ansonia thinthinae
- Soort Ansonia tiomanica
- Soort Ansonia torrentis
- Soort Ansonia vidua

Adenomus · 
Altiphrynoides · 
Amazophrynella · 
Anaxyrus · 
Ansonia · 
Atelopus · 
Barbarophryne · 
Blythophryne · 
Bufo · 
Bufoides · 
Bufotes · 
Capensibufo · 
Churamiti · 
Dendrophryniscus · 
Didynamipus · 
Duttaphrynus · 
Epidalea · 
Frostius · 
Ghatophryne · 
Incilius · 
Ingerophrynus · 
Laurentophryne · 
Leptophryne · 
Melanophryniscus · 
Mertensophryne · 
Metaphryniscus · 
Nannophryne · 
Nectophryne · 
Nectophrynoides · 
Nimbaphrynoides · 
Oreophrynella · 
Osornophryne · 
Parapelophryne · 
Pedostibes · 
Pelophryne · 
Peltophryne · 
Phrynoidis · 
Poyntonophrynus · 
Pseudobufo · 
Rentapia · 
Rhaebo · 
Rhinella · 
Sabahphrynus · 
Schismaderma · 
Sclerophrys · 
Strauchbufo · 
Truebella · 
Vandijkophrynus · 
Werneria · 
Wolterstorffina · 
Xanthophryne